# Isotheca alba
Isotheca alba är en akantusväxtart som beskrevs av William Bertram Turrill. Isotheca alba ingår i släktet Isotheca och familjen akantusväxter. Inga underarter finns listade i Catalogue of Life.